# Tagish River
Tagish River är ett vattendrag i Kanada.   Det ligger i territoriet Yukon, i den västra delen av landet, 4 100 km väster om huvudstaden Ottawa.
I omgivningarna runt Tagish River växer i huvudsak barrskog. Trakten runt Tagish River är nära nog obefolkad, med mindre än två invånare per kvadratkilometer.